# Генеральное консульство Российской Федерации в Нью-Йорке
Генера́льное ко́нсульство Росси́йской Федера́ции в Нью-Йо́рке (США) (англ. Consulate General of the Russian Federation in New York) — учреждение Министерства иностранных дел России в городе Нью-Йорк (штат Нью-Йорк, США), осуществляющее консульские функции в пределах своего консульского округа (штаты США: Вермонт, Мэн, Нью-Йорк, Коннектикут, Нью-Джерси, Пенсильвания, Массачусетс, Нью-Гэмпшир и Род-Айленд).

## История Генерального консульства России в Нью-Йорке
История российского дипломатического представительства в Нью-Йорке начинается с первой половины XIX века. Первым генеральным консулом Российской империи в Нью-Йорке был Алексей Евстафьев, проработавший на этом посту почти три десятилетия — с 1828 по 1857 год.
С 1884 по 1890 год генеральным консулом Российской империи в Нью-Йорке был известный дипломат Роман Розен, впоследствии также работавший послом России в США.
Последним консулом Российской империи в Нью-Йорке был Михаил Устинов. После революции 1917 года он остался верен царской России и продолжал выполнять консульские обязанности до 1925 года, несмотря на то, что в ноте наркома иностранных дел РСФСР Георгия Чичерина, переданной в январе 1918 года в посольство США в России, указывалось на прекращение полномочий Устинова и назначение американского журналиста Джона Рида консулом РСФСР в Нью-Йорке (это назначение не было признано американской стороной).
Дипломатические отношения между СССР и США были установлены 16 ноября 1933 года. Генеральное консульство СССР в Нью-Йорке начало свою работу в 1934 году, и первым генеральным консулом СССР стал сотрудник военной разведки Леонид Толоконский, проработавший до 1935 года (в 1936 году он был уволен из НКИД и впоследствии репрессирован). С 1935 года генеральным консулом в Нью-Йорке был Иван (Жан) Аренс. Он был арестован в июне 1937 года и расстрелян в январе 1938 года.
В 1946—1948 годах генеральным консулом был Яков Ломакин. В связи с ухудшением отношений СССР и США в 1948 году генеральные консульства в Нью-Йорке и Сан-Франциско были закрыты. Частично этому способствовало так называемое «дело Оксаны Касенкиной», в котором был задействован Яков Ломакин.
Шаги по восстановлению консульских отношений между СССР и США начали предприниматься в 1960-х годах. 1 июня 1964 года была подписана советско-американская консульская конвенция, вступившая в силу 13 июля 1968 года, согласно которой в начале 1970-х годов было вновь открыто генеральное консульство СССР в Сан-Франциско. В 1975 году для генерального консульства СССР в Нью-Йорке был куплен дом Джона Генри Хэммонда на 91-й улице (вместе со смежным зданием), построенный в 1902—1905 годах в классическом французском стиле. Начавшаяся переделка зданий была приостановлена, когда президент США Джимми Картер наложил запрет на открытие консульства в связи с событиями в Афганистане. Новый генеральный консул — Иван Кузнецов — был назначен в 1991 году, работы по реставрации здания были возобновлены в 1992 году, а открытие нового здания генерального консульства Российской Федерации состоялось в 1995 году.

## Генеральные консулы России и СССР в Нью-Йорке
| Срок       | Консул                                   | Годы жизни                    | Прим.                |
| ---------- | ---------------------------------------- | ----------------------------- | -------------------- |
| 1828—1857  | Алексей Григорьевич Евстафьев            | 1783—07.07.1857               | [ 2 ] [ 3 ]          |
| 1857—1861  | Иван Карлович Нотбек                     | ? — 18.04.1861                | [ 13 ] [ 14 ]        |
| 1862—1871  | Роберт Романович Остен-Сакен             | 9(21).08.1828 — 7(20).05.1906 | [ЭСБЕ]               |
| 1871—1878  | Владимир Александрович Бодиско           | 1820—31.07.1878               | [ 16 ] [ 17 ]        |
| 1879—1880  | Пётр Викентьевич Карчевский              | ? — 1905                      | [ 18 ] [ 19 ]        |
| 1880—1884  | Владимир Алексеевич Велецкий             | 1826—5(17).02.1887            | [ 20 ] [ 21 ]        |
| 1884—1890  | Роман Романович Розен                    | 12(24).02.1847—31.12.1921     | [ 22 ]               |
| 1891—1897  | Александр Эпиктетович Оларовский         | 26.08.1830—1910               | [ 23 ] [ 24 ] [ 25 ] |
| 1897—1902  | Владимир Александрович Теплов            | ? —1915                       | [ 26 ]               |
| 1902—1908  | Николай Николаевич Лодыженский           | 1842—1916                     | [ 27 ] [ 28 ]        |
| 1908—1913  | Альберт Альбертович Шлиппенбах           | 07.09.1846—31.01.1920         | [ 29 ] [ 30 ] [ 31 ] |
| 1913—1917  | Михаил Михайлович Устинов                | 1860/1862—05.05.1942          | [ 4 ]                |
|            |                                          |                               |                      |
| 1934—1935  | Леонид Михайлович Толоконский            | 1897— ?                       | [ 5 ] [ 32 ]         |
| 1935—1937  | Иван (Жан) Львович Аренс                 | 1889—11.01.1938               | [ 6 ]                |
| 1937—1938  | Павел Юльевич Боровой и. о.              | 1902—1941?                    | [ 33 ] [ 34 ]        |
| 1938—1940  | Иван Петрович Солодов и. о.              | ? — ?                         | [ 35 ]               |
| 1940—1942  | Виктор Алексеевич Федюшин                | 1909— ?                       | [ 36 ]               |
| 1943—1945  | Евгений Дмитриевич Киселёв               | 1908—17.04.1963               | [ 37 ]               |
| 1945—1946  | Павел Петрович Мелкишев (Михайлов) и. о. | 22.12.1902—11.08.1985         | [ 38 ]               |
| 1946—1948  | Яков Миронович Ломакин                   | 04.11.1904—16.08.1958         | [ 39 ]               |
|            |                                          |                               |                      |
| 1990—1996  | Иван Андреевич Кузнецов                  | 27.06.1937—22.02.2021         | [ 11 ] [ 12 ] [ 40 ] |
| 1997—1999  | Николай Иванович Садчиков                | 20.03.1946—23.12.2015         | [ 41 ] [ 42 ]        |
| 1999—2001  | Павел Алексеевич Прокофьев               | род. 13.07.1958               | [ 43 ]               |
| 2001—2004  | Вячеслав Альфредович Павловский          | род. 30.08.1956               | [ 44 ]               |
| 2004—2009  | Сергей Викторович Гармонин               | род. 01.05.1953               | [ 45 ] [ 46 ]        |
| 2010—2012  | Андрей Константинович Юшманов            | род. 06.08.1958               | [ 47 ] [ 48 ]        |
| 2012—2017  | Игорь Леонидович Голубовский             | род. 29.12.1960               | [ 49 ]               |
| 2017—2023  | Сергей Константинович Овсянников         | род. 11.05.1956               | [ 50 ]               |
| 2023—н. в. | Александр Константинович Захаров         | род. 18.02.1960               | [ 51 ]               |

## Здания консульства
Изначально российское консульство в Нью-Йорке располагалось по адресу Bleecker Street 92 (1829), затем по адресу Broome St. 426 (1832-1834), Beekman St. 27 (1835), Broome St. 505 (1836-1840), Broad St. 56 (1842), Fourth St. 407 (1844-1846), Tenth St. 107 (1847-1853), Fourth Ave. 260 (1854-1857), Broadway 7 (1859-1862), Exchange Pl. 50 (1864-1865), Exchange Pl. 52 (1872-1878), Broadway 31 (1881-1883 ), State St. 24 (1898), Broadway 68 (1904), Washington Sq. 22 (1910-1915). 
Консульство СССР располагалось в особняке Джона Т. Пратта на East 61st St. (1933-1948), в настоящее время не сохранившемся, а современная Россия - в здании в стиле Ренессанса (спроектированном Каррером и Гастингсом) Джона Генри Хаммонда, нью-йоркского банкира с 1903 года на 91 East St. 9 (1994-).

## Реквизиты
- Адрес: 9 East 91st Street, New York, New York 10128, USA
- График работы: с понедельника по пятницу (кроме праздничных дней), прием посетителей: 9:00—13:00 и 14:00—16:00 (по пятницам до 15:30)
- Телефон: +1-(212)5343782, +1-(212)3480626
- Факс: +1-(212)8319162
- newyork.mid.ru